# (3934) Tove
(3934) Tove es un asteroide perteneciente al cinturón de asteroides, descubierto el 23 de febrero de 1987 por Karl Augustesen, y sus compañeros astrónomos Poul Jensen y Hans Jørn Fogh Olsen desde el Observatorio Brorfelde, Holbæk, Dinamarca.

## Designación y nombre
Designado provisionalmente como 1987 DF1. Fue nombrado Tove en homenaje a "Tove" la esposa del astrónomo danés "Karl Augustesen".